# Johannes Böhm (Humanist)

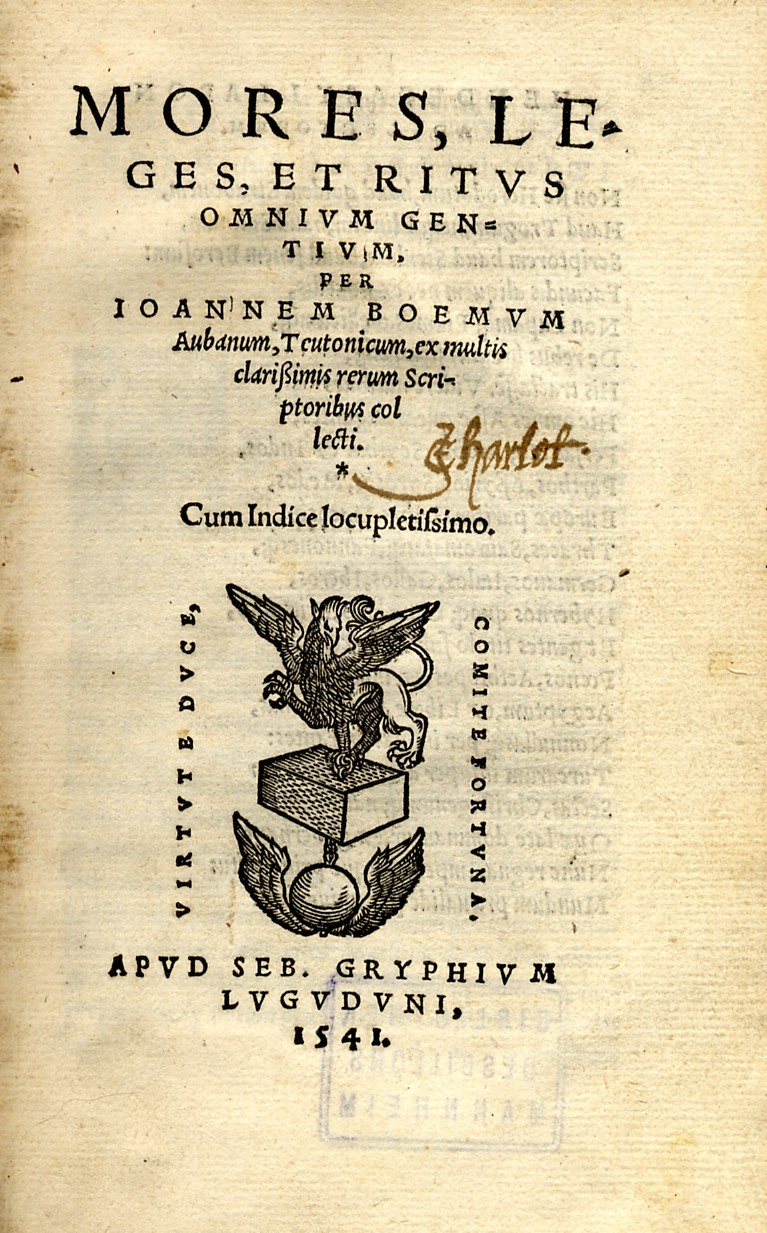
Titelblatt der Mores, Lyon 1541

Johannes Böhm, auch Boehm, Boemus, Bohemus, Bohemus Aubanus (* um 1485 in Aub; † 9. Juni 1534 in Rothenburg ob der Tauber), war ein deutscher Humanist.

## Leben und Werk
Als Priesterbruder an der Deutschordenskommende Ulm schrieb Böhm von 1517 bis 1520 sein völkerkundliches Hauptwerk Omnium gentium mores, leges et ritus, das ihn als einen der ersten humanistischen Ethnographen ausweist (Erstdruck: Augsburg 1520 – VD 16: B 6316). Das Werk, das in drei Büchern die Völker Afrikas, Asiens und Europas und auch die deutschen Stämme beschreibt, war überaus erfolgreich, es erlebte viele weitere Auflagen und Übersetzungen. Die Abschnitte über Deutschland wurden vor allem von Sebastian Franck in seinem Weltbuch und von Sebastian Münster in seiner Kosmographie verwertet.
Als einer der ersten Gelehrten beschäftigte sich Böhm mit den frühmittelalterlichen deutschen Volksrechten („Leges“), aus denen er Auszüge im Abschnitt über die Bayern mitteilte.
1515 hatte Böhm bereits einen lateinischen Gedichtband Liber heroicus veröffentlicht, der auch ein Lobgedicht auf die Stadt Ulm enthält. Ein Gedicht steuerte der Tübinger Humanist Heinrich Bebel bei.
Böhm war mit dem Ulmer Humanisten und Arzt Wolfgang Rychard sowie dem Altertumsforscher Andreas Althamer befreundet, wie aus deren Briefwechsel hervorgeht.
1522 wechselte er an die Deutschordenskommende Kapfenburg. Zuletzt ist er in Rothenburg ob der Tauber belegt, wo er am 9. Juni 1534 starb.

## Namensgleichheit
In der ADB wird Böhm mit einem gleichnamigen Ulmer Hebraisten verwechselt.

## Werke
- Digitalisat der Erstausgabe des Hauptwerks 1520
- Digitalisat der Ausgabe des Hauptwerks, Lyon 1541
- Liber heroicus bei Gallica

Briefe an Althamer gab Ballenstedt 1740 heraus (Nachweis des Digitalisats im Artikel Andreas Althamer). 